# Monopis triplacopa
Monopis triplacopa är en fjärilsart som beskrevs av Edward Meyrick 1932. Monopis triplacopa ingår i släktet Monopis och familjen äkta malar.
Artens utbredningsområde är Etiopien. Inga underarter finns listade i Catalogue of Life.